# خدعة حماس تقطع رؤوس الأطفال
تشير خدعة حماس تقطع رؤوس الأطفال إلى مزاعم، تم دحضها فيما بعد، بأن حماس قتلت العشرات من الأطفال والرضع وقطعت رؤوسهم أثناء التوغل الذي شنته في جنوب إسرائيل في 7 أكتوبر/تشرين الأول 2023، والذي شكل المرحلة الأولى من الحرب الإسرائيلية على قطاع غزة. قدّم هذه الاتهامات لأول مرة جنود من قوات الاحتلال الإسرائيلية وأعضاء من مجموعات الإنقاذ المدنية الإسرائيلية في مقابلات مع صحفيين محليين ودوليين. وقد حظيت هذه الخدعة في البداية بتأييد الرئيس الأمريكي جو بايدن، ومكتب رئيس الوزراء الإسرائيلي بنيامين نتنياهو، وبعض المتحدثين باسم جيش الاحتلال الإسرائيلي، ثم نشرتها بشكل ساذج وسائل الإعلام الغربية، وحظيت بتغطية واسعة النطاق، ويمكن القول إنها ساعدت في تشكيل الإجماع لصالح الحرب على قطاع غزة. واتهمت تقارير مماثلة حماس بشنق أو ذبح أطفال رضع وحرق آخرين أحياء، بما في ذلك حشر طفل صغير واحد على الأقل في فرن ساخن.
ومنذ ذلك الحين، لم يتم التعرف على سوى ضحية واحدة من ضحايا أعمال العنف التي اندلعت في السابع من أكتوبر/تشرين الأول في إسرائيل على أنها طفلة رضيعة تبلغ من العمر عشرة أشهر أطلقت عليها حماس النار. وفي بعض الأحيان، اعترفت الحكومة الإسرائيلية بشكل سري بأن الشائعات حول قطع رؤوس الأطفال لا أساس لها من الصحة. ويزعم منتقدو الحرب على غزة أن هذه الخدعة هي مثال على الدعاية الفظيعة.

## الخدعة
وتشير الشائعة إلى أن الفظائع المزعومة وقعت في كيبوتس كفار عزة، الذي كان هدفًا لهجوم حماس في 7 أكتوبر 2023. ولم تتمكن القوات الإسرائيلية من استعادة الكيبوتس بالكامل إلا في العاشر من أكتوبر/تشرين الأول، وهو نفس اليوم الذي بدأت فيه القصص المروعة بالانتشار. وبحسب أقوالهم، قطع مسلحو حماس رؤوس العشرات من الأطفال والرضع وشنقوا العديد من الأطفال الآخرين في كفار عزة. ومع ذلك، وفقًا لإحصاء القتلى الرسمي، فإن أصغر ضحية في المذبحة التي وقعت في الكيبوتس كان يبلغ من العمر أربعة عشر عامًا.
وتتبعت صحيفة لوموند أصول الخدعة، التي وصفتها بـ«الشائعة»، إذ أجرت جولة صحفية في الكيبوتس بعد ساعات فقط من انتهاء المعركة. قُتل ستون شخصاً من سكان المنطقة، وكانت جثث القتلى من الجانبين المتنازعين لا تزال متناثرة على الأرض. وفي موقع الحادث، وفقًا لصحيفة لوموند، «لم يذكر هيئة الأركان العامة أي شيء عن الأطفال الرضع الموتى»، ولاحظ الصحفيون أنفسهم أن جميع الجثث التي تنتمي إلى الإسرائيليين كانت في أكياس جثث بحجم البالغين.
ومع ذلك، قدم جنود الاحتياط وأعضاء زاكا، الذين كان للصحفيين حرية الوصول إليهم، روايات «كانت أكثر غموضاً وإزعاجاً». وربما اختلطت الشهادات من مواقع أخرى تعرضت للهجوم مع الشهادات من كفار عزة، مما أدى إلى ظهور الخدعة المتعلقة بالعنف في كفار عزة. وتعتقد صحيفة لوموند أن افتقار أعضاء زاكا إلى الاحترافية – وهم متطوعون مدنيون من القطاع الأرثوذكسي المتطرف وقد يفتقرون إلى الخبرة اللازمة للتمييز بين رفات البالغين ورفات الأطفال – ربما يكون قد أدى إلى انتشار الشائعة، مشيرة إلى أن تقرير الأمم المتحدة بشأن العنف الجنسي في السابع من أكتوبر/تشرين الأول يسلط الضوء على وجود «تفسيرات جنائية غير دقيقة وغير موثوقة من قبل بعض غير المتخصصين» حول هذا الموضوع.
ولكن الصحيفة أشارت أيضاً إلى الحالات التي «دخل فيها المتحدثون باسم زاكا في حالة من النشاط الزائد»، مثل تصريح مؤسس زاكا يوسي لاندو بأنه رأى شخصياً جثث الأطفال والرضع الذين تم قطع رؤوسهم. اتهمت صحيفة هآرتس منظمة زاكا، التي كانت تعاني من أزمة مالية، باستغلال عملها خلال السابع من أكتوبر لجمع التبرعات.
كما قدم جنود الاحتياط في الكيبوتس شهادات غير مؤكدة تتعلق بجثث أطفال «معلقة على حبل غسيل». وتقدر صحيفة لوموند أن موثوقية هؤلاء الجنود كانت منخفضة، لكن المراسلين تمكنوا من التحدث معهم دون إشراف فريق المتحدث باسم جيش الاحتلال الإسرائيلي. كما زعمت قناة آي 24 نيوز الإسرائيلية في 10 أكتوبر/تشرين الأول أن المعلومات المتعلقة بالأطفال الذين تم قطع رؤوسهم جاءت من جنود إسرائيليين.
يعتقد مارك أوين جونز، الأستاذ المشارك في دراسات الشرق الأوسط بجامعة حمد بن خليفة، أن أسطورة الأطفال الأربعين المقطوعة الرؤوس، في شكلها الأكثر اكتمالاً، تبلورت من منشور على وسائل التواصل الاجتماعي كتبته نيكول زيديك من آي 24 نيوز وتقرير تلفزيوني قدمته نفس الصحفية. كان ذلك في تقرير تلفزيوني انتشر على نطاق واسع عندما كشفت زيديك قصة الأطفال الذين تم قطع رؤوسهم، وذكرت أنها تلقت هذا الخبر من الجنود. وفي منشور آخر على تويتر، زعمت جونز أنه، وفقًا للجنود، «قُتل 40 رضيعًا/طفلًا». ومنذ ذلك الحين، على حد قولها، ارتبطت المعلوماتان على الأرجح وأصبحتا معلومة واحدة.
ونشرت وزارة الخارجية الإسرائيلية قصة ذات صلة، حظيت أيضًا باهتمام كبير، في وسائل التواصل الاجتماعي استنادًا إلى تقرير لضابط عسكري زعم أنه عثر على جثث ثمانية أطفال رضع أحرقوا حتى الموت في منزل في كيبوتس بئيري. وادعى ضابط آخر زوراً أنه عثر على جثث ثمانية أطفال رضع أعدموا في حضانة في نفس الكيبوتس وأن من بين ضحايا المذبحة أحد الناجين من أوشفيتز.

## الدور المؤسسي
وفي اليوم نفسه، كرر كبار المسؤولين الإسرائيليين والأمريكيين هذه التقارير على أنها حقائق. وأكد المتحدثون باسم الجيش الإسرائيلي هذه الأنباء لوسائل الإعلام الناطقة باللغة الإنجليزية والفرنسية، على الرغم من أن مصادر في الجيش الإسرائيلي قالت إن القصة ظلت غير مؤكدة بعد اتصالات متكررة مع قناة سكاي نيوز البريطانية. وأخبرت قوات الاحتلال الإسرائيلية موقع بيزنس إنسايدر أن شهادات الجنود لن يتم التحقيق فيها ويجب اعتبارها أدلة كافية في حد ذاتها.
وفي اليوم التالي، صرح الرئيس بايدن بشكل قاطع في مؤتمر صحفي أنه رأى «صورًا مؤكدة لإرهابيين يقطعون رؤوس الأطفال»، وكرر المتحدث باسم رئيس الوزراء نتنياهو نفس اللغة. كما قام أعضاء الكونجرس الأمريكي من الحزبين الديمقراطي والجمهوري بنشر تقارير غير مؤكدة على وسائل التواصل الاجتماعي. وقد ذكر حساب مكتب رئيس الوزراء على موقع «إكس» مقتل الأطفال، ونشر صورًا صادمة كتأكيد، وزعم أنه عرض المواد على وزير الخارجية الأمريكي أنتوني بلينكن. بدورها، نشرت وزارة الخارجية صورًا لجثث أطفال محترقة، على الرغم من أنها حذفتها لاحقًا.
وفي الأسابيع الأولى من شهر أكتوبر/تشرين الأول 2023، تم التعامل مع هذا الادعاء الباطل باعتباره حقيقة ثابتة من قبل العديد من وسائل الإعلام الغربية. ووصفت صحيفة الديلي ميل البريطانية تصرفات حماس بأنها «محرقة واضحة وبسيطة»، في حين اتهمت صحيفتا التايمز وميترو، إلى جانب العديد من الصحف البريطانية الأخرى، حماس بقطع رؤوس أو قتل العديد من الأطفال على صفحاتهما الأولى.
في بث مباشر درامي على قناة سي إن إن، اتهمت المراسلة سارة سيدنر حركة حماس بقطع رؤوس العشرات من الأطفال والرضع في كفار عزة، ونقلت عن المتحدث باسم رئيس الوزراء الإسرائيلي مصدرها. ووصفت سيدنر تصرفات حماس بأنها «أكثر من مدمرة»، مضيفة أنها ستجعل «من المستحيل على إسرائيل أن تعقد السلام مع حماس». وعندما أنكرت حماس هذه الاتهامات، وصفت زميلتها هاداس جولد ‏ من مكتب القدس موقف المجموعة بأنه لا يصدق، وأضافت زوراً أن مثل هذه الفظائع قد تم تصويرها بالفيديو، وقارنت تصرفات حماس بالهولوكوست. وذهبت قناة فوكس نيوز إلى حد مطاردة النائبة الأمريكية رشيدة طليب، وهي من أصل فلسطيني، لتقول شيئًا عن «الإرهابيين الذين يقطعون رؤوس الأطفال».
وفي الأيام التالية حدثت بعض التراجعات والتوضيحات. في الثاني عشر من الشهر، «أوضح» البيت الأبيض أن الرئيس بايدن لم يرَ الصور فعليًا بأم عينيه، بل نقل للجمهور ما قيل له فقط. (اتهمت مذكرة وقعها مئات الدبلوماسيين الأميركيين، وسُربت في نوفمبر/تشرين الثاني 2023، الرئيس بـ«نشر معلومات مضللة» حول الصراع). كما قال مكتب رئيس الوزراء الإسرائيلي إنه ليس في وضع يسمح له بتأكيد صحة القصة، التي نشرها المتحدث باسمه في اليوم السابق. في الثاني عشر من أكتوبر/تشرين الأول، اعتذر سيدنر من شبكة سي إن إن عن أخذه تصريح المتحدث باسم رئيس الوزراء الإسرائيلي على محمل الجد. قام الصحفي الإسرائيلي إيشاي كوين بحذف منشور ينشر شهادة ضابط عسكري ادعى أنه اكتشف جثث أطفال مشنوقين. «لماذا يخترع ضابط في الجيش قصة مرعبة كهذه؟ لقد كنت مخطئًا»، قال كوين. وفي الثلاثين من نوفمبر/تشرين الثاني، قامت قناة آي 24 نيوز بهدوء بإدخال تصحيح على مقالة حول قطع الرؤوس، على الرغم من شكواها السابقة من أن «أصواتاً معادية لإسرائيل» كانت تحاول تشويه سمعة مراسلها.
لكن منتقدي الحرب على غزة يقولون إن التراجعات لم يكن لها نفس التأثير الذي حظيت به القصص الأصلية. وواصلت شبكة سي إن إن الترويج لقصة قطع الرأس الكاذبة لمدة 18 ساعة حتى بعد توضيح البيت الأبيض، ولم تتخذ سوى خطوة إضافية وهي إرفاق نفي حماس للقصة. ولم يمنع غياب الأدلة من استمرار تداول الاتهامات وإضافة تفاصيل جديدة إليها. على سبيل المثال، في أواخر أكتوبر/تشرين الأول 2023، زعم ضابط في جيش الاحتلال الإسرائيلي أنه عثر على بقايا طفل رضيع مقطوع الرأس. قبل أيام، قال الضابط نفسه، العقيد جولان فاش، رئيس خدمة البحث والإنقاذ العسكرية، لمجموعة من أعضاء البرلمان الفرنسي الذين زاروا كفار عزة إنه نقل بنفسه جثث الأطفال حديثي الولادة الذين عُثر عليهم في الكيبوتس – «على الرغم من أنه»، كما تقول صحيفة لوموند، «لم يكن هناك أي أطفال في الكيبوتس».

## التحقيقات
في ديسمبر/كانون الأول 2023، نشرت صحيفة هآرتس نتائج تحقيق شامل في أحداث العنف التي وقعت في السابع من أكتوبر/تشرين الأول. وكانت النتيجة أنه في حين ارتكبت حماس «فظائع» حقيقية في ذلك اليوم، فإن بعض الأفعال المتطرفة المنسوبة إلى الجماعة لم تحدث أبداً وكانت تغذي الإنكار بشأن ما حدث في السابع من أكتوبر/تشرين الأول. ورغم أن حماس قامت بتدنيس أو تقطيع جثث بعض الإسرائيليين، فإن هذه الجثث كانت في معظمها لجنود سقطوا، حسبما جاء في المقال.
كما ثبت أن ادعاء نتنياهو لبايدن بأن حماس «أخذت العشرات من الأطفال وقيدتهم وأحرقتهم وأعدمتهم» كاذب، حيث «لا يوجد دليل على أن أطفالًا من عدة عائلات قُتلوا معًا».
وقد أكدت صحيفة هآرتس ووسائل إعلام إسرائيلية أخرى أن طفلة إسرائيلية واحدة قُتلت بالفعل في ذلك اليوم — ميلا كوهين، التي أُطلِقَ عليها الرصاص بين ذراعي والدتها في كيبوتس بئيري (وبالتالي ليس في كفار عزة). وبناءً على ذلك، فإن قصة إلقاء الطفل في الفرن الساخن — التي رواها رئيس حزب «هتزالا المتحدة ‏» إيلي بير في مؤتمر المانحين الذي عقد في الولايات المتحدة في نوفمبر/تشرين الثاني 2023 — لا بد وأن تكون غير صحيحة أيضًا، وفقًا للتقرير. من جانبها، تعتبر صحيفة لوموند أن اثنين من الأطفال الرضع هم ضحايا العنف في ذلك اليوم: كوهين وطفل آخر وُلد بعد الوفاة وتوفي بعد يومين من وفاة أمه.
كما أصدرت وحدة التحقيقات في قناة الجزيرة تحليلاً جنائياً لأحداث السابع من أكتوبر/تشرين الأول، وتم إصداره في مارس/آذار 2024. وقد أكدت اللجنة أن حماس ارتكبت انتهاكات في هجومها، ولكنها وجدت أيضاً أن «العديد» من القصص حول أفعالها كانت كاذبة وأن بعض الوفيات على الجانب الإسرائيلي كانت في الواقع نتيجة لعمل جيش الاحتلال الإسرائيلي. ومن بين الادعاءات الكاذبة «القتل الجماعي وقطع رؤوس الأطفال بالإضافة إلى مزاعم الاغتصاب على نطاق واسع ومنهجي». الوثيقة تدحض ادعاءات الجيش الإسرائيلي حول العثور على جثث ثمانية أطفال محترقة في منزل في كيبوتس بئيري. ولم يكن هناك أطفال رضع في ذلك المنزل فحسب، بل إن «الأشخاص الإثني عشر الذين كانوا بداخله قُتلوا على الأرجح على يد القوات الإسرائيلية عندما اقتحمت المبنى»، كما خلصت وحدة التحقيق المستقلة.

## العواقب
ورغم ضعف هذه الادعاءات، فقد ظل المسؤولون الإسرائيليون والأميركيون يرددونها لبعض الوقت. وأكد بايدن أن حماس قطعت رؤوس الأطفال في مؤتمر صحفي في نوفمبر/تشرين الثاني 2023. ردًا على ذلك، نشرت صحيفة واشنطن بوست تقريرًا للتحقق من الحقائق خلص إلى أن القصة لا تزال تستحق الحذر. كرر بايدن نفس الكذبة مرة أخرى في 12 ديسمبر 2023 (بعد أن نشرت صحيفة هآرتس تحقيقها)، قائلاً مرة أخرى إنه رأى صورًا تُظهر قطع رؤوس الأطفال، وانتقده هذه المرة موقع ذا إنترسبت. كما أنتج مسؤولون إسرائيليون فيديو يُزعم أنه يوثق أفعال المسلحين الفلسطينيين في السابع من أكتوبر/تشرين الأول، بما في ذلك «القتل وقطع الرؤوس والاغتصاب وغيرها من الفظائع ضد اليهود البالغين والأطفال». عُرض الفيديو في جميع أنحاء العالم، ولكنه اقتصر على جماهير مختارة، وهو غير متاح لعامة الناس. أفاد الصحفي البريطاني أوين جونز، الذي حضر عرض الفيلم، أنه على الرغم من احتواء الفيلم على صور لجندي إسرائيلي يبدو أنه تم قطع رأسه، «لم يكن هناك أي لقطات تثبت مزاعم التعذيب والعنف الجنسي وقطع الرؤوس الجماعي، بما في ذلك رؤوس الأطفال الرضع أو غيرهم من الأطفال» (نقلاً عن موقع «ذا إنترسبت»).
وعلى الرغم من أن المكتب الصحفي للحكومة الإسرائيلية أكد لصحيفة لوموند قبل نشر تحقيقه في أبريل/نيسان 2024 أن قطع رؤوس الأطفال لم يحدث في الواقع لا في كفار عزة ولا في أي كيبوتس آخر، فإن الصحيفة الفرنسية تقدر أن الضباط الإسرائيليين يحافظون على موقف من الغموض الانتهازي تجاه الشائعة، بهدف «تعكير المياه»، وخلصت إلى أن إسرائيل «حاولت في كثير من الأحيان استغلال [الخدعة] بدلاً من إنكارها، مما أدى إلى تأجيج الاتهامات بالتلاعب بوسائل الإعلام».
وفي بعض الأحيان، اتخذت المؤسسة العسكرية الإسرائيلية مواقف متناقضة، فتارة تقول إنها لا تملك تأكيداً على عمليات قتل أو قطع رؤوس الأطفال، ثم تؤكدها كحقيقة في أحيان أخرى. في مرحلة ما، رفض جيش الاحتلال الإسرائيلي تأكيد عمليات قطع الرؤوس ببساطة لأن القيام بذلك سيكون «عدم احترام للموتى». ساعدت السفارات الإسرائيلية في جميع أنحاء العالم في نشر القصة، وفي بعض الأحيان انتقدت المتشككين ووصفتهم بمعاداة السامية. وعندما اتصلت بها صحيفة لوموند، حذفت سفارة إسرائيل في فرنسا منشورًا واحدًا نشرته على موقع X يذكر الخدعة بشكل مباشر، لكنها تركت منشورين آخرين يشيران إليها بشكل غير مباشر.
وقد تم استغلال هذه الأكاذيب، بعد كشفها، من قبل المؤثرين المؤيدين للفلسطينيين لتبرئة حماس زوراً من أي عنف ضد المدنيين في السابع من أكتوبر/تشرين الأول. ولكن في إسرائيل، لا يزال الاعتقاد في هذه الخدعة منتشراً على نطاق واسع، ويُنظر إلى إنكار قيام حماس بقتل عدد كبير من الأطفال في السابع من أكتوبر/تشرين الأول على أنه بمثابة إنكار للمذبحة نفسها.
لقد ساهمت قصة الأطفال الذين قطعت رؤوسهم في تشكيل مواقف الحكومات تجاه الحركة المؤيدة للفلسطينيين في الغرب، حيث أصبح حظر الاحتجاجات وأشكال أخرى من الهجمات على الحريات المدنية سمة مشتركة في استجابة الحكومات الغربية للغضب الشعبي بسبب الحرب على غزة.
وقد أشار منتقدو وسائل الإعلام الغربية والسياسة الخارجية، مثل الكاتبة أروى مهداوي في صحيفة الغارديان، إلى الهستيريا السياسية والإعلامية التي أثارتها الخدعة لتسليط الضوء على النفاق والمعايير المزدوجة التي يتبناها الغرب في التعامل مع الصراع الإسرائيلي الفلسطيني، وقارنوها بردود الفعل شبه المعدومة تجاه الصور الحقيقية للأطفال الفلسطينيين الذين قتلوا أو قطعت رؤوسهم نتيجة للحرب التي شنتها إسرائيل على قطاع غزة بعد هجوم حماس.[بحاجة لمصدر غير أولي]
بالنسبة لمنظمة دكلاسفايد يو كيه، فإن القصص المتعلقة بالأطفال الذين تم قطع رؤوسهم انتهت إلى أن تكون بمثابة مبرر لتصريحات المسؤولين الإسرائيليين التي تحتوي على نية الإبادة الجماعية، مما يجعلها تبدو أقل تطرفًا في سياقها. وعلق المهداوي قائلاً: «لقد مهدت هذه الخدعة الطريق للإبادة الجماعية؛ حيث نظر السياسيون إلى صور الأطفال الفلسطينيين الذين قطعت رؤوسهم بصواريخ أميركية الصنع، ثم تجاهلوا الأمر».